# Fredrik Winsnes
Fredrik Guttormsen Lærum Winsnes (Trondheim, 1975. december 28. –) norvég labdarúgó-középpályás.